# Gamma Sextantis
Gamma Sextantis (γ Sex / γ Sextantis / 8 Sextantis) es la segunda estrella más brillante en la constelación de Sextans, el sextante, después de α Sextantis.
Es una estrella triple de magnitud aparente conjunta +5,09.

## Sistema binario
La primaria de Gamma Sextantis es una binaria cercana, cuyas componentes reciben el nombre de Gamma Sextantis A y Gamma Sextantis B.
Clasificada como de tipo espectral A2V o A1V, las dos estrellas estaban separadas visualmente entre sí 0,57 segundos de arco en 2007.
Completan una órbita alrededor del centro de masas común cada 77,82 años.
Estas dos estrellas forman un par prácticamente idéntico al de Marfik (λ Ophiuchi), con una órbita igualmente excéntrica (e = 0,69, en el caso de Gamma Sextantis), aunque en Marfik el período orbital es casi el doble de largo.
Gamma Sextantis A es una estrella blanca de la secuencia principal de tipo A1V y magnitud aparente +5,43, con una masa 2,44 veces mayor que la masa solar.
Gamma Sextantis B, algo menos luminosa, también es una estrella blanca pero de tipo A3V y tiene magnitud +6,41. Su masa es 2,24 veces mayor que la del Sol.
La temperatura efectiva —evaluada conjuntamente para el par AB— es de 9183 K y su luminosidad es 69 veces superior a la luminosidad solar.
La velocidad de rotación medida, que fundamentalmente corresponde a la estrella más brillante, sobrepasa los 134 km/s.

## Componente adicional
La tercera componente del sistema, Gamma Sextantis C, tiene magnitud +12,3, estando separada visualmente 36 segundos de arco del par interior. El sistema se encuentra a 277 años luz de distancia del sistema solar.